# Vádtelep
Vádtelep románul: Fântâna, falu Romániában, Erdélyben, Hunyad megyében.

## Fekvése
Kékesfalva (Meria) mellett fekvő település.

## Története
Vádtelep (Fântâna) régebben Felsőnyiresfalva (Lunca Cernii de Sus), később Kékesfalva (Meria) része volt; onnan vált külön, 1956 körül 184 lakossal.
1966-ban 137, 1977-ben 86, 1992-ben 50, 2002-ben 38 román lakosa volt.